# Trey Lewis (Basketballspieler)
Trey Lewis (eigentlich: Joseph Lewis III; * 18. Oktober 1992 in Garfield Heights, Ohio) ist ein US-amerikanischer Basketballspieler. Nach dem Studium in seinem Heimatland begann Lewis 2016 eine professionelle Karriere in der deutschen Basketball-Bundesliga, wo er zunächst für medi Bayreuth und eine Saison später für ratiopharm Ulm spielte. Für beide Mannschaften wurde er jeweils zum BBL All-Star gewählt und war zudem einer zehn besten Spieler im „All-Second Team“ der Basketball-Bundesliga 2016/17. Trotzdem verließ er die Ulmer in der BBL-Saison 2017/18 vorzeitig und wechselte zum französischen Erstliga-Aufsteiger JL Bourg-en-Bresse. Seit 2018 stand er ohne Einsatz beim NBA Team Utah Jazz unter Vertrag.

## Karriere
Lewis war bereits während seiner Schulzeit in seiner Geburts- und Heimatstadt ein erfolgreicher Basketballspieler und erhielt in seinem Senior-Jahr diverse Auszeichnungen. Bei der Wahl zum besten Schulspieler im Bundesstaat als Ohio Mr Basketball wurde er jedoch nur Zweiter hinter Trey Burke, seinem Namensvetter in Bezug auf den Spitznamen, der zudem mit seiner Schulmannschaft im Halbfinale der Staatsmeisterschaften auch den Siegeszug von Lewis’ Schulmannschaft stoppte. Während Burke, der zwei Jahre zuvor noch etwas verfrüht der Pennsylvania State University seine Zusage zum Studium gegeben hatte, anschließend zum Studium an die University of Michigan ging, nahm Lewis seinerseits ein Stipendium der Penn State an, wo er für die Hochschulmannschaft Nittany Lions in der Big Ten Conference der NCAA Division I spielte. Ein Jahr nach der letzten Endrundenteilnahme erreichten die Nittany Lions unter dem neuen Trainer Pat Chambers jedoch nur eine negative Saisonbilanz und wurden innerhalb der Big Ten nach vier Saisonsiegen sogar nur Letzter, worauf sie eine Postseason-Teilnahme komplett verpassten. Lewis, der wegen einer Rückenverletzung ein Dutzend Spiele ausgesetzt hatte, verließ anschließend die Penn State bereits wieder und kehrte in seine Heimatstadt zurück, wo er flussabwärts vom Cuyahoga River in Downtown-Cleveland das Studium an der Cleveland State University fortsetzte.
Nach dem Hochschulwechsel musste Lewis gemäß den Regularien der NCAA ein Jahr von Meisterschaftsspielen aussetzen, bevor er ab 2013 für die Hochschulmannschaft Vikings in der Horizon League aktiv wurde. Hier erreichte Lewis mit seiner Mannschaft zwar jeweils positive Saisonbilanzen, verlor aber 2014 und 2015 beide Male das Halbfinale im Meisterschaftsturnier der Horizon League, worauf man auch eine Teilnahme an der landesweiten NCAA-Endrunde verpasste. Im CollegeInsider.com-Tournament (CIT) schied man in diesen Jahren spätestens nach dem zweiten Spiel aus. Nachdem Lewis seinen Studienabschluss an der Cleveland State 2015 bereits erreicht hatte, wechselte er als „Graduate“, was ihn vor einem weiteren Jahr des Aussetzens bewahrte, noch einmal die Hochschulmannschaft und spielte ein viertes und letztes Jahr in der NCAA bei den Cardinals der University of Louisville unter dem renommierten Trainer Rick Pitino in der als besonders kompetitiv geltenden Atlantic Coast Conference (ACC). Hier galt als sein Ziel, einmal in seiner College-Karriere auch an der als „March Madness“ bezeichneten NCAA-Endrunde teilzunehmen, welche die Cardinals regelmäßig erreichten. Da aber die Basketballmannschaft der Cardinals in einen Skandal um ihre Rekrutierungsmaßnahmen verwickelt waren, erklärte die Hochschule selbst die Mannschaft bereits kurz nach Saisonbeginn sehr zum Verdruss von Lewis für „ineligible“ für eine Postseason-Teilnahme, um eine mögliche Bestrafung abzumildern. Louisville erreichte eine Saisonbilanz von 23 Siegen, denen acht Niederlagen gegenüberstanden, und innerhalb der ACC als viertbeste Mannschaft eine Bilanz von zwölf Siegen zu sechs Niederlagen. Landesweit wurden sie als 16.-beste Mannschaft innerhalb eines Rankings von Associated Press eingestuft. Gemäß dem selbsterklärten Bann nahmen die Cardinals auch nicht am ACC-Meisterschaftsturnier teil.
In der NBA-Draft 2016 wurde der in seiner Collegekarriere etwas glücklose Trey Lewis von keiner Mannschaft der am höchsten dotierten Profiliga NBA ausgewählt, doch in der NBA Summer League 2016 spielte er für den damaligen NBA-Champion Cleveland Cavaliers aus seiner Heimatstadt, bei dem er jedoch nur wenig eingesetzt wurde. Daraufhin entschloss sich Lewis frühzeitig im Sommer 2016, seine professionelle Karriere in Europa zu starten. Er unterschrieb Mitte Juli einen Vertrag beim deutschen Erstligisten BBC medi aus Bayreuth. Unter dem neuen Trainer Raoul Korner konnten sich die Bayreuther, angeführt von Lewis und dessen Landsmann und Mannschaftskameraden auf der Guard-Position Kyan Anderson, deutlich verbessern und erreichten auf dem vierten Platz souverän die Play-offs der Basketball-Bundesliga 2016/17 erstmals seit dem „Wiederaufstieg“ 2010.  Hier hatte man in der ersten Runde im Viertelfinale Heimrecht gegen die EWE Baskets Oldenburg, denen man trotzdem in vier Spielen nach nur einem Sieg unterlag. Als einziger Spieler seiner Mannschaft wurde Lewis unter die zehn besten Spieler der Saison in das „BBL All-Second Team“ berufen. Zur folgenden Saison 2017/18 wechselte Lewis zum deutschen Ligakonkurrenten ratiopharm aus Ulm, mit dem er auch international im EuroCup 2017/18 spielte. Hier schieden die Ulmer nach nur zwei Siegen in zehn Gruppenspielen bereits vor dem Jahreswechsel wieder aus. Im Januar 2018 war Lewis ein weiteres Mal wie im Vorjahr Teilnehmer am BBL All-Star Game. Einen Monat später erreichten die Ulmer als Gastgeber des Top Four im BBL-Pokal 2018 nur den dritten Platz und drohten in der Liga als Vorjahressieger der regulären Saison einen der ersten acht Play-off-Plätze zu verpassen, worauf sich Lewis mit den Ulmern auf eine Trennung einigte und zum Erstliga-Aufsteiger zur französischen LNB Pro A 2017/18 Jeunesse laïque Basket aus Bourg-en-Bresse wechselte, bei dem unter anderem der frühere Frankfurter BBL-Spieler Zachery Peacock zu seinen Mannschaftskameraden zählt.